# Gare de Tarragone
Pour l’article homonyme, voir Gare de Tarragone (homonymie).
La gare de Tarragone est une gare ferroviaire espagnole appartenant à ADIF située dans la commune de Tarragone, dans la comarque du Tarragonès, à proximité du port de Tarragone. La gare est à l'origine de trois lignes, la ligne Tarragone - Reus - Lérida, la ligne Barcelone - Vilafranca - Tarragone et la ligne Tarragone - Tortosa / Ulldecona. Dans cette gare circule des trains des lignes R14, R15, R16 et Ca6, des trains des lignes RT1 et RT2, ainsi que des trains de longue distance, les trois services sont exploités par la Renfe. La gare dispose de 7 voies, d'une gare marchandises et de diverses voies pour garer les trains.

## Situation ferroviaire
La gare est établie sur les lignes : de Madrid à Barcelone, de Tarragone à Reus et Lérida, et de Tarragone à Tortosa et Ulldecona.

## Histoire

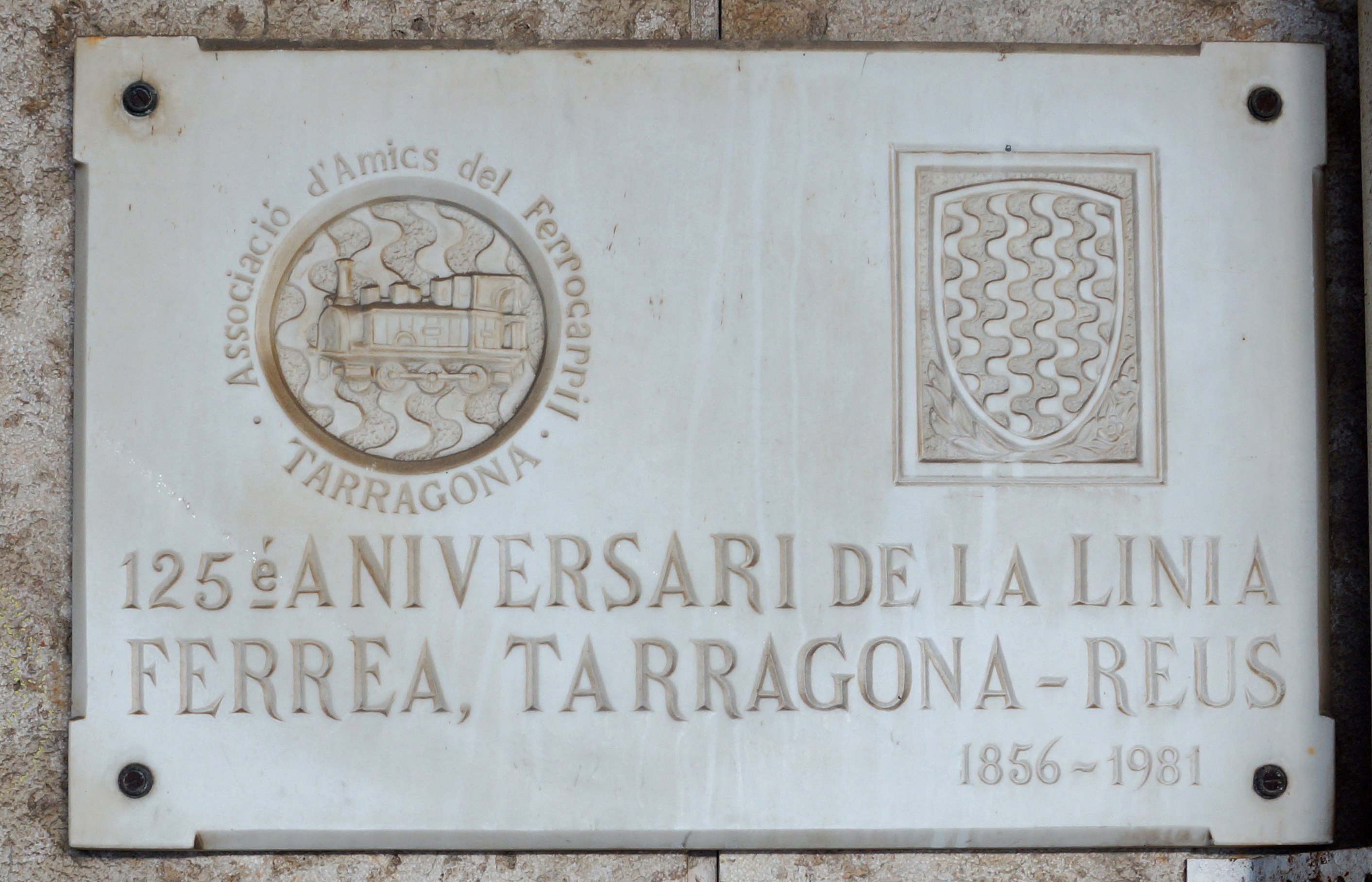
Plaque commémorative du 125e anniversaire (1981) de la ligne vers Reus.

Le chemin de fer est arrivé à Tarragone en 1856 lors de la mise en service du tronçon construit par la Compagnie du Chemin de fer de Reus à Tarragone (futur LRT ) entre Tarragone et Reus. Par la suite, en 1865, la gare a été reliée à deux autres lignes, entre Martorell-Central et Tarragone et entre Tarragone et Tortosa. Le bâtiment est un exemple de bâtiments qui ont remplacé les originaux pour des constructions plus fonctionnelles que les anciennes gares.
Les trains à grande vitesse ne circulent pas dans cette gare, ils le font par la Gare de Camp de Tarragone, située à environ 10 km au nord de la ville de Tarragone.
En 2016, la gare a enregistré l'entrée de 830 000 passagers de Rodalies du Camp de Tarragone et de Rodalies de Catalogne.

## Service des voyageurs

### Accueil

Installations de la gare
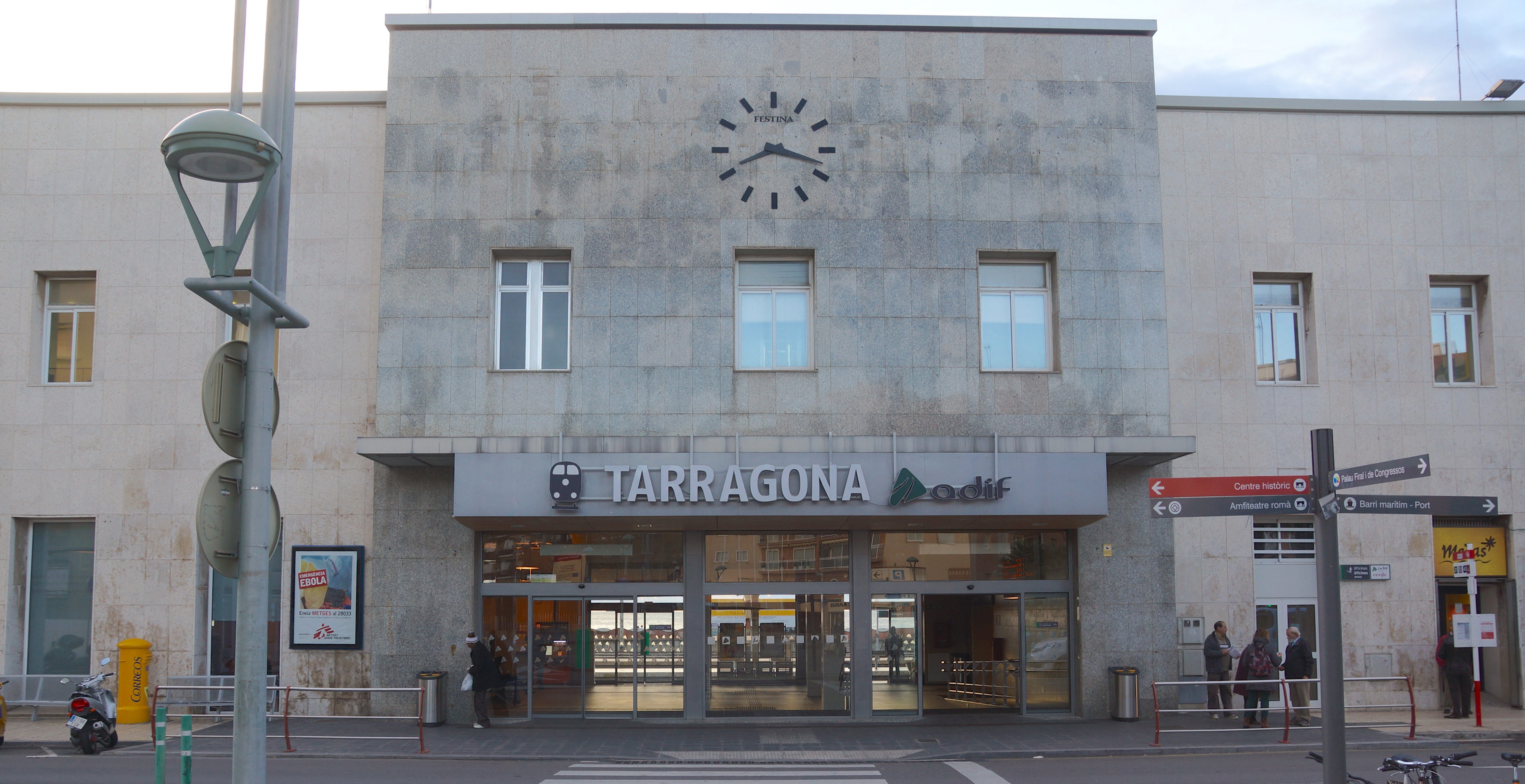
Entrée
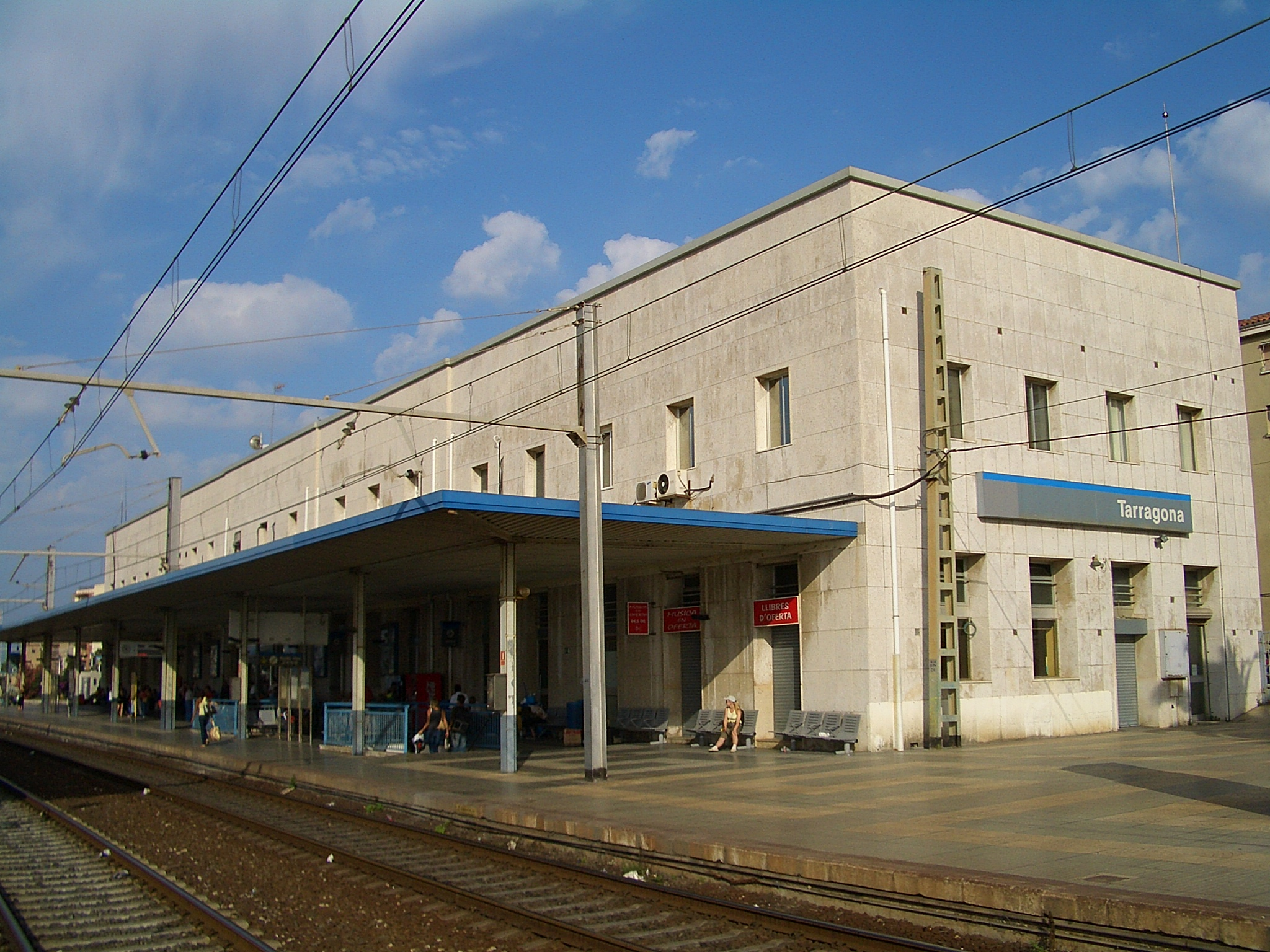
Bâtiment.

### Desserte
La gare est desservie par des trains régionaux, certains ne s'arrêtent pas à Altafulla - Tamarit donc le prochain arrêt ou l'antérieur est Torredembarra .
Elle est également desservie par des trains longue distance de Renfe : un train quotidien Talgo Mare Nostrum, venant de Barcelone-Sants, dessert les gares de Salou · Cambrils ·L'Aldea-Amposta · Vinaròs · Castelló de la Plana · València-Nord et Alicante-Terminal ; un autre Talgo Mare Nostrum poursuit sa route vers Elx-Parc et Múrcia del Carmen.